# 共生解放軍
共生解放军（Symbionese Liberation Army，SLA），美国一個激进的共产主义組織，由在1973年由唐纳德·德弗里兹创立，並且活躍於1973年至1975年，最後被洛杉矶警察局特種部隊所殲滅。